# Louise Peltzer
Pour les articles homonymes, voir Peltzer.
Louise Peltzer, née le 18 février 1946 à Huahine (Polynésie française), est une linguiste française, professeur à l'université de la Polynésie française, présidente de cette université de 2005 à 2011.

## Biographie
Elle obtient son doctorat en 1986 (Paris), devient maître de conférences (1991, UPF), travaille comme professeur invité dans divers établissements : l'INALCO à Paris, université de Waikato en Nouvelle-Zélande, université de Honolulu à Hawaii ; nommée professeur des universités en 1998 à l’UPF, avec une chaire de langue et littérature polynésienne ; ministre de la Culture et de l’Enseignement supérieur de Polynésie française de 1998 à 2005 ; élue présidente de l'Université de la Polynésie française en 2005 (réélue en 2009).
Louise Peltzer est aussi écrivain en tahitien et en français. Elle est membre de l'Académie tahitienne.
À la suite du plagiat de l'œuvre d'Umberto Eco La Recherche de la langue parfaite dans la culture européenne, Louise Peltzer a annoncé, lors du conseil d'administration du 31 mars 2011, sa démission de la présidence de l'Université de la Polynésie française au 29 juin 2011. Elle est remplacée par Éric Conte, professeur d'anthropologie, confirmé pour un mandat de quatre ans en 2013.
Par sa mère, elle descend de la famille royale de Huahine[réf. nécessaire].

## Distinctions
- Officier de l'ordre de Tahiti Nui (25 juin 2007)
- Officier de l'Ordre national du Merite

## Publications
Sciences humaines
- L'occlusion glottale est-elle un phonème ou un prosodème ?, SN, Paris, 1983.
- Oceanic Linguistics, University of Hawaii Press, Honolulu, 1995. En collaboration avec Gilbert Lazard et Videa P. de Cuzman.
- Grammaire descriptive du tahitien, Polycopié, Papeete, 1997.
- Structure de la langue tahitienne, Peeters, Paris, 2000. En collaboration avec Gilbert Lazard.
- Des langues et des hommes, Au vent des îles, Tahiti, 2000. Leçon inaugurale de sa chaire universitaire.
- Chronologie des événements politiques, sociaux et culturels de Tahiti et des archipels de la Polynésie française, Au vent des îles, Tahiti, 2002.

Littérature
- Légendes tahitiennes, Conseil international de la langue française (coll. « Fleuve et flamme »), Paris, 1985.
- Lettre à Poutaveri, Scoop, Papeete, 1995. Roman.
- Pehepehe – Te Hia'ai-ao (Chant – Le besoin de lumière), Scoop, Papeete, 1985 (tome 1). Poèmes (en tahitien).
- Pehepehe – Tutava (Chant – La persévérance dans l'effort), Scoop, Papeete, 1993 (tome 2). Poèmes (en tahitien).
- Hymnes à mon île. Polycopié, Papeete, 1995. Poèmes (en français).